# Климат Ульяновска
Климат Ульяновска умеренно континентальный с умеренно жарким летом и  умеренно-морозной зимой. Среднегодовая температура — +5,0 °C; среднегодовое количество осадков — 470 мм.

## Общая характеристика
Климат Ульяновска формируется под влиянием атлантических циклонов весь год, среднеазиатских антициклонов летом, сибирских и арктических зимой. Самые ветреные месяцы — январь и февраль. Снежный покров наиболее высок (41 см в среднем) в феврале.
| Вид осадков | Янв | Фев | Мар | Апр | Май | Июн | Июл | Авг | Сен | Окт | Ноя | Дек | Год |
| Твёрдые     | 20  | 17  | 11  | 2   | 0,3 | 0   | 0   | 0   | 0,1 | 2   | 12  | 17  | 81  |
| Смешанные   | 3   | 2   | 3   | 1   | 1   | 0   | 0   | 0   | 0,2 | 3   | 4   | 4   | 21  |
| Жидкие      | 1   | 0,4 | 2   | 9   | 15  | 16  | 15  | 16  | 15  | 13  | 6   | 1   | 109 |
| ----------- | --- | --- | --- | --- | --- | --- | --- | --- | --- | --- | --- | --- | --- |

### Температура воздуха
Средняя температура воздуха в Ульяновске по данным многолетних наблюдений составляет +5,0 °C. Наиболее тёплый месяц — июль, его средняя температура 20,2 °C. Наиболее холодный месяц — февраль с температурой −10,4 °C. Самая высокая температура, отмеченная в Ульяновске за весь период наблюдений, — +39,3 °C (2 августа 2010 года), а самая низкая составляет −40,0 °C (2 февраля 1967 года).
Погода с устойчивой положительной температурой устанавливается, в среднем, 29 марта, а с устойчивой средней температурой ниже нуля — 7 ноября.
| Максимальная и минимальная среднемесячная температура | Максимальная и минимальная среднемесячная температура | Максимальная и минимальная среднемесячная температура | Максимальная и минимальная среднемесячная температура | Максимальная и минимальная среднемесячная температура | Максимальная и минимальная среднемесячная температура | Максимальная и минимальная среднемесячная температура | Максимальная и минимальная среднемесячная температура | Максимальная и минимальная среднемесячная температура | Максимальная и минимальная среднемесячная температура | Максимальная и минимальная среднемесячная температура | Максимальная и минимальная среднемесячная температура | Максимальная и минимальная среднемесячная температура |
| Месяц                                                 | Янв                                                   | Фев                                                   | Мар                                                   | Апр                                                   | Май                                                   | Июн                                                   | Июл                                                   | Авг                                                   | Сен                                                   | Окт                                                   | Ноя                                                   | Дек                                                   |
| Самый тёплый, °C                                      | −2,3                                                  | −2,1                                                  | 0,8                                                   | 15,7                                                  | 18,1                                                  | 21,6                                                  | 25,2                                                  | 23,1                                                  | 17,3                                                  | 9,1                                                   | 2,5                                                   | −2,3                                                  |
| Самый холодный, °C                                    | −21,3                                                 | −22,7                                                 | −11,9                                                 | 0,8                                                   | 9,0                                                   | 13,8                                                  | 15,9                                                  | 15,6                                                  | 7,7                                                   | −2,8                                                  | −11,4                                                 | −18,8                                                 |
| ----------------------------------------------------- | ----------------------------------------------------- | ----------------------------------------------------- | ----------------------------------------------------- | ----------------------------------------------------- | ----------------------------------------------------- | ----------------------------------------------------- | ----------------------------------------------------- | ----------------------------------------------------- | ----------------------------------------------------- | ----------------------------------------------------- | ----------------------------------------------------- | ----------------------------------------------------- |

|                | Янв  | Фев  | Мар  | Апр  | Май  | Июн  | Июл  | Авг  | Сен  | Окт  | Ноя  | Дек  |
| -------------- | ---- | ---- | ---- | ---- | ---- | ---- | ---- | ---- | ---- | ---- | ---- | ---- |
| Самый теплый   | 2007 | 2002 | 2008 | 1975 | 1957 | 2010 | 2010 | 2010 | 1957 | 1974 | 2008 | 2006 |
| Самый холодный | 1967 | 1954 | 1953 | 1979 | 1969 | 2003 | 1956 | 1994 | 1993 | 1976 | 1993 | 2002 |

| Год                   | Янв  | Фев  | Мар  | Апр  | Май  | Июн  | Июл  | Авг  | Сен  | Окт  | Ноя  | Дек  | Год  |
| --------------------- | ---- | ---- | ---- | ---- | ---- | ---- | ---- | ---- | ---- | ---- | ---- | ---- | ---- |
| Абсолютного максимума | 2007 | 2004 | 2007 | 1950 | 2007 | 1998 | 2010 | 2010 | 1969 | 1991 | 2000 | 1951 | 2010 |
| Абсолютного минимума  | 2010 | 1967 | 1958 | 1952 | 2002 | 1950 | 2006 | 1976 | 1996 | 1963 | 1998 | 1978 | 1967 |

### Осадки, относительная влажность воздуха и облачность
Среднегодовая сумма осадков в Ульяновске — около 470 мм. Средняя годовая влажность воздуха составляет около 74 %, летом — 60—70 %, зимой — 80—85 %. Максимум осадков приходится на июнь (63 мм), а минимум — на февраль и март (24 мм). В течение года среднее количество дней с осадками — около 200 (от 10 в апреле до 23 в январе).
| Относительная влажность воздуха | Относительная влажность воздуха | Относительная влажность воздуха | Относительная влажность воздуха | Относительная влажность воздуха | Относительная влажность воздуха | Относительная влажность воздуха | Относительная влажность воздуха | Относительная влажность воздуха | Относительная влажность воздуха | Относительная влажность воздуха | Относительная влажность воздуха | Относительная влажность воздуха | Относительная влажность воздуха |
| Месяц                           | Янв                             | Фев                             | Мар                             | Апр                             | Май                             | Июн                             | Июл                             | Авг                             | Сен                             | Окт                             | Ноя                             | Дек                             | Год                             |
| Влажность воздуха, %            | 83                              | 81                              | 79                              | 67                              | 59                              | 67                              | 68                              | 70                              | 73                              | 79                              | 84                              | 84                              | 74                              |
| ------------------------------- | ------------------------------- | ------------------------------- | ------------------------------- | ------------------------------- | ------------------------------- | ------------------------------- | ------------------------------- | ------------------------------- | ------------------------------- | ------------------------------- | ------------------------------- | ------------------------------- | ------------------------------- |

Рекордный максимум осадков за сутки: 91 мм (отмечен в июле 2017 года). Рекордный максимум осадков за месяц: 216 мм (отмечен в июле 1989 года). Рекордный максимум осадков за год: 683 мм (отмечен в 2011 году). Минимум осадков за год: 296 мм (отмечен в 1976 году).
Нижняя облачность составляет 3,9 октантов, общая облачность — 6,5 октантов.
| Облачность                | Облачность | Облачность | Облачность | Облачность | Облачность | Облачность | Облачность | Облачность | Облачность | Облачность | Облачность | Облачность | Облачность |
| Месяц                     | Янв        | Фев        | Мар        | Апр        | Май        | Июн        | Июл        | Авг        | Сен        | Окт        | Ноя        | Дек        | Год        |
| Общая облачность, баллов  | 7,7        | 6,7        | 6,2        | 5,8        | 5,7        | 5,7        | 5,2        | 5,5        | 6,3        | 7,1        | 7,9        | 7,7        | 6,5        |
| Нижняя облачность, баллов | 5,3        | 4,0        | 3,2        | 2,6        | 2,8        | 3,1        | 2,8        | 3,0        | 3,4        | 4,9        | 6,1        | 5,8        | 3,9        |
| ------------------------- | ---------- | ---------- | ---------- | ---------- | ---------- | ---------- | ---------- | ---------- | ---------- | ---------- | ---------- | ---------- | ---------- |

### Ветер
В Ульяновске дуют относительно сильные ветры и довольно часто. Это обусловлено расположением города на Приволжской возвышенности и в местах частой смены атмосферного давления. В розе ветров наблюдается преобладание западных (35 %), южных (25 %) и северных (17 %) ветров, дующих со среднегодовой скоростью 3,9 м/с.
| Скорость ветра      | Скорость ветра | Скорость ветра | Скорость ветра | Скорость ветра | Скорость ветра | Скорость ветра | Скорость ветра | Скорость ветра | Скорость ветра | Скорость ветра | Скорость ветра | Скорость ветра | Скорость ветра |
| Месяц               | Янв            | Фев            | Мар            | Апр            | Май            | Июн            | Июл            | Авг            | Сен            | Окт            | Ноя            | Дек            | Год            |
| Скорость ветра, м/с | 4,4            | 4,4            | 4,0            | 3,9            | 4,1            | 3,4            | 3,0            | 3,2            | 3,5            | 4,1            | 4,2            | 4,1            | 3,9            |
| ------------------- | -------------- | -------------- | -------------- | -------------- | -------------- | -------------- | -------------- | -------------- | -------------- | -------------- | -------------- | -------------- | -------------- |

## Климатограммы
| Климатограмма Ульяновска                                        | Климатограмма Ульяновска | Климатограмма Ульяновска | Климатограмма Ульяновска | Климатограмма Ульяновска | Климатограмма Ульяновска | Климатограмма Ульяновска | Климатограмма Ульяновска | Климатограмма Ульяновска | Климатограмма Ульяновска | Климатограмма Ульяновска | Климатограмма Ульяновска |
| --------------------------------------------------------------- | ------------------------ | ------------------------ | ------------------------ | ------------------------ | ------------------------ | ------------------------ | ------------------------ | ------------------------ | ------------------------ | ------------------------ | ------------------------ |
| Я                                                               | Ф                        | М                        | А                        | М                        | И                        | И                        | А                        | С                        | О                        | Н                        | Д                        |
| 35 −6,5 −13,1                                                   | 25 −5,9 −14,0            | 27 0,8 −7,9              | 30 12,1 0,9              | 44 21,0 7,8              | 57 24,8 12,2             | 50 26,9 14,4             | 50 25,1 12,4             | 45 18,3 7,6              | 39 9,9 1,9               | 32 0,6 −4,6              | 31 −5,2 −10,8            |
| Температура в °C • Сумма осадков в мм Источник: Погода и климат |                          |                          |                          |                          |                          |                          |                          |                          |                          |                          |                          |

| Среднемесячная температура последних лет | Среднемесячная температура последних лет | Среднемесячная температура последних лет | Среднемесячная температура последних лет | Среднемесячная температура последних лет | Среднемесячная температура последних лет | Среднемесячная температура последних лет | Среднемесячная температура последних лет | Среднемесячная температура последних лет | Среднемесячная температура последних лет | Среднемесячная температура последних лет | Среднемесячная температура последних лет | Среднемесячная температура последних лет | Среднемесячная температура последних лет |
| Месяц                                    | Янв                                      | Фев                                      | Мар                                      | Апр                                      | Май                                      | Июн                                      | Июл                                      | Авг                                      | Сен                                      | Окт                                      | Ноя                                      | Дек                                      | Год                                      |
| 2001 год, °C                             | −5,3                                     | −9,3                                     | −2,8                                     | 8,8                                      | 13,9                                     | 16,5                                     | 21,8                                     | 17,3                                     | 12,2                                     | 4,1                                      | −0,7                                     | −12,3                                    | 5,3                                      |
| 2002 год, °C                             | −7,2                                     | −2,1                                     | 0,6                                      | 5,3                                      | 10,3                                     | 16,3                                     | 22,5                                     | 15,8                                     | 12,9                                     | 4,4                                      | −1,3                                     | −18,8                                    | 4,8                                      |
| 2003 год, °C                             | −9,3                                     | −12,6                                    | −7,2                                     | 5,4                                      | 14,2                                     | 13,8                                     | 20,3                                     | 19,0                                     | 11,9                                     | 6,1                                      | −0,3                                     | −3,5                                     | 4,8                                      |
| 2004 год, °C                             | −8,4                                     | −11,0                                    | −0,2                                     | 3,6                                      | 13,9                                     | 17,6                                     | 20,5                                     | 19,1                                     | 13,7                                     | 5,2                                      | −0,9                                     | −6,9                                     | 5,5                                      |
| 2005 год, °C                             | −7,3                                     | −13,6                                    | −8,6                                     | 5,8                                      | 16,5                                     | 17,4                                     | 19,1                                     | 18,2                                     | 13,2                                     | 5,8                                      | 0,3                                      | −4,9                                     | 5,1                                      |
| 2006 год, °C                             | −16,2                                    | −15,5                                    | −4,5                                     | 6,3                                      | 13,1                                     | 20,3                                     | 17,5                                     | 18,5                                     | 13,4                                     | 5,9                                      | −1,8                                     | −2,3                                     | 4,6                                      |
| 2007 год, °C                             | −2,3                                     | −14,3                                    | −1,4                                     | 5,9                                      | 15,6                                     | 16,9                                     | 19,8                                     | 22,2                                     | 13,4                                     | 6,5                                      | −4,3                                     | −12,1                                    | 5,5                                      |
| 2008 год, °C                             | −12,2                                    | −6,5                                     | 0,8                                      | 9,0                                      | 13,2                                     | 16,7                                     | 21,0                                     | 19,6                                     | 11,2                                     | 7,6                                      | 2,5                                      | −5,6                                     | 6,4                                      |
| 2009 год, °C                             | −10,8                                    | −9,5                                     | −3,6                                     | 4,2                                      | 13,6                                     | 20,6                                     | 20,4                                     | 17,4                                     | 14,7                                     | 7,0                                      | −0,5                                     | −10,1                                    | 5,3                                      |
| 2010 год, °C                             | −18,1                                    | −13,6                                    | −5,0                                     | 6,3                                      | 17,0                                     | 21,6                                     | 25,2                                     | 23,1                                     | 13,6                                     | 3,6                                      | 2,2                                      | −7,2                                     | 5,7                                      |
| 2011 год, °C                             | −12,8                                    | −18,7                                    | −6,8                                     | 4,4                                      | 14,2                                     | 17,2                                     | 23,4                                     | 19,0                                     | 12,4                                     | 6,3                                      | −4,2                                     | −6,2                                     | 4,0                                      |
| 2012 год, °C                             | −11,5                                    | −16,4                                    | −6,2                                     | 10,0                                     | 16,6                                     | 19,7                                     | 21,0                                     | 20,1                                     | 12,3                                     | 7,6                                      | 0,8                                      | −9,3                                     | 5,4                                      |
| 2013 год, °C                             | −10,6                                    | −8,5                                     | −6,2                                     | 6,7                                      | 16,7                                     | 20,1                                     | 20,3                                     | 19,4                                     | 12,3                                     | 5,3                                      | 2,9                                      | −4,5                                     | 6,2                                      |
| 2014 год, °C                             | −10,4                                    | −11,2                                    | −1,1                                     | 4,6                                      | 16,8                                     | 17,5                                     | 19,5                                     | 19,9                                     | 11,9                                     | 2,9                                      | −3,5                                     | −6,2                                     | 5,1                                      |
| 2015 год, °C                             | −10,0                                    | −7,7                                     | −3,6                                     | 4,6                                      | 15,9                                     | 21,2                                     | 18,8                                     | 16,5                                     | 15,6                                     | 2,9                                      | −0,3                                     | −3,0                                     | 5,9                                      |
| 2016 год, °C                             | −12,4                                    | −2,6                                     | −1,3                                     | 8,6                                      | 15,0                                     | 17,9                                     | 21,4                                     | 22,8                                     | 11,4                                     | 4,3                                      | −3,7                                     | −11,0                                    | 5,8                                      |
| 2017 год, °C                             | −11,1                                    | −7,9                                     | −1,4                                     | 5,4                                      | 11,9                                     | 15,6                                     | 19,4                                     | 19,2                                     | 12,7                                     | 4,5                                      | −0,2                                     | −4,6                                     | 5,3                                      |
| 2018 год, °C                             | −9,7                                     | −13,5                                    | −10,3                                    | 4,9                                      | 14,9                                     | 16,8                                     | 22,4                                     | 19,4                                     | 14,3                                     | 6,7                                      | −3,6                                     | −8,4                                     | 4,5                                      |
| 2019 год, °C                             | −11,5                                    | −7,2                                     | −1,5                                     | 6,0                                      | 16,6                                     | 19,3                                     | 18,7                                     | 16,2                                     | 10,4                                     | 8,5                                      | −2,4                                     | −4,4                                     | 5,7                                      |
| 2020 год, °C                             | −3,0                                     | −3,9                                     | 2,6                                      | 5,7                                      | 13,0                                     | 17,2                                     | 21,8                                     | 17,0                                     | 12,6                                     | 6,5                                      | −2,4                                     | −12,1                                    | 6,3                                      |
| 2021 год, °C                             | −10,6                                    | −16,0                                    | −5,6                                     | 6,6                                      | 18,2                                     | 21,8                                     | 21,5                                     | 22,1                                     | 10,1                                     | 6,0                                      | −0,4                                     | −7,4                                     | 5,5                                      |
| 2022 год, °C                             | −9,3                                     | −2,7                                     | −5,4                                     | 6,8                                      | 9,7                                      | 18,0                                     | 20,7                                     | 21,8                                     | 11,9                                     | 6,4                                      | −0,7                                     | −7,5                                     | 5,8                                      |
| 2023 год, °C                             | −11,9                                    | −8,1                                     | 2,2                                      | 9,2                                      | 15,6                                     | 16,3                                     | 21,3                                     | 20,1                                     | 14,2                                     | 6,0                                      | 0,5                                      | −7,7                                     | 6,5                                      |
| 2024 год, °C                             | −12,9                                    | −11,2                                    | −3,6                                     | 11,7                                     | 10,7                                     | 21,3                                     | 21,5                                     | 18,1                                     | 14,7                                     | 6,6                                      | 0,1                                      | −4,7                                     | 6,0                                      |
| 2025 год, °C                             | −3,4                                     | −8,8                                     | 1,3                                      | 10,0                                     | 14,2                                     | 17,8                                     |                                          |                                          |                                          |                                          |                                          |                                          |                                          |
| ---------------------------------------- | ---------------------------------------- | ---------------------------------------- | ---------------------------------------- | ---------------------------------------- | ---------------------------------------- | ---------------------------------------- | ---------------------------------------- | ---------------------------------------- | ---------------------------------------- | ---------------------------------------- | ---------------------------------------- | ---------------------------------------- | ---------------------------------------- |

| Месячные рекорды осадков    | Месячные рекорды осадков  |
| Максимумы                   | Минимумы                  |
| --------------------------- | ------------------------- |
| 216 мм (июль 1989 года)     | 0 мм (февраль 1984 года)  |
| 166 мм (сентябрь 2013 года) | 0 мм (март 1976 года)     |
| 137 мм (апрель 1940 года)   | 0 мм (июль 1977 года)     |
| 126 мм (август 1950 года)   | 0 мм (август 2022 года)   |
| 125 мм (июнь 2005 года)     | 0 мм (сентябрь 1994 года) |
| 101 мм (май 1941 года)      | 1 мм (апрель 2001 года)   |
| 89 мм (октябрь 2023 года)   | 1 мм (июнь 1998 года)     |
| 87 мм (декабрь 2010 года)   | 3 мм (май 1984 года)      |
| 84 мм (ноябрь 2023 года)    | 3 мм (январь 1945 года)   |
| 82 мм (январь 2011 года)    | 3 мм (декабрь 1960 года)  |
| 69 мм (март 2019 года)      | 4 мм (октябрь 1943 года)  |
| 64 мм (февраль 1999 года)   | 7 мм (октябрь 2003 года)  |